# 久木町
久木町（ひさきちょう）は、神奈川県横浜市磯子区の町名。住居表示が実施されているが、丁目は設けられていない。

## 地理
磯子区北部に位置し、南東を国道16号に接する。戸建て住宅や企業の社員寮などが多いが、この周辺はかつては磯子区の中心部で、国道沿いに浜マーケットをはじめ商店も立ち並ぶ。国道から離れたところには横浜市立磯子小学校や磯子フィラデルフィア教会、東海慈母観音などがある。隣接する磯子一・二丁目にはJR根岸線が走るが、磯子駅までは南に1Kmほど離れている。国道には浜バス停があり、磯子駅方面、根岸駅・本牧経由桜木町駅・横浜駅方面、吉野町経由桜木町駅行きの横浜市営バス、浦舟町・関内地区経由横浜駅行きおよび磯子駅・杉田行きの京浜急行バスが利用できる。東側を走る疎開道路には禅馬と磯子警察署前のバス停があり、市電保存館前から根岸駅・元町を経由して桜木町駅を結ぶ横浜市営バス21系統が運行されている。

## 歴史
1889年（明治22年）の市町村制施行の際に久良岐郡屏風浦村の一部となった土地で、1911年4月1日に横浜市に編入され、1927年に磯子区の一部となる。1912年に駿河橋から八幡橋まで開通した横浜市電は1925年4月に磯子、同年11月に杉田の聖天橋まで延伸され、1968年まで運行された。1965年1月1日に、磯子区磯子町、滝頭町から久木町が分離・新設された。町名決定に際し、この一帯の地名である「禅馬」が候補に挙がったが、読みやすい町名を、という地元の要望から、旧郡名の「久良岐」を平易な文字に改め、「久木町」とした。禅馬の地名は、疎開道路のバス停などに残る。
第二次世界大戦が終わった1945年には疎開道路沿いに商店が立ち始め、1954年には浜マーケットとしてアーケードが完成した。1957年頃に埋め立てが始まる以前は、すぐ近くの根岸湾で獲れた魚が漁師の妻により販売される光景も見られた。磯子区役所は国道の向かい側、現在の磯子消防署の位置にあったが、1964年に根岸線が磯子駅まで開通し、その3年後の1967年に磯子駅前に移転した。
2007年4月27日、連続放火事件により、磯子区滝頭二丁目の滝頭市場9店舗と、約700m南にある久木町の浜マーケット35店舗中17店舗が焼失。浜マーケットの消失部分の大部分は、建築基準法の制限により再建を断念した。

## 世帯数と人口
2025年（令和7年）6月30日現在（横浜市発表）の世帯数と人口は以下の通りである。
| 町丁   | 世帯数    | 人口    |
| ------ | --------- | ------- |
| 久木町 | 1,344世帯 | 2,574人 |

### 人口の変遷
国勢調査による人口の推移。
| 年                 | 人口  |
| ------------------ | ----- |
| 1995年（平成7年）  | 2,251 |
| 2000年（平成12年） | 2,257 |
| 2005年（平成17年） | 2,293 |
| 2010年（平成22年） | 2,263 |
| 2015年（平成27年） | 2,348 |
| 2020年（令和2年）  | 2,437 |

### 世帯数の変遷
国勢調査による世帯数の推移。
| 年                 | 世帯数 |
| ------------------ | ------ |
| 1995年（平成7年）  | 954    |
| 2000年（平成12年） | 1,023  |
| 2005年（平成17年） | 1,038  |
| 2010年（平成22年） | 1,035  |
| 2015年（平成27年） | 1,103  |
| 2020年（令和2年）  | 1,225  |

## 学区
市立小・中学校に通う場合、学区は以下の通りとなる（2024年11月時点）。
| 番地 | 小学校             | 中学校             |
| ---- | ------------------ | ------------------ |
| 全域 | 横浜市立磯子小学校 | 横浜市立岡村中学校 |

## 事業所
2021年（令和3年）現在の経済センサス調査による事業所数と従業員数は以下の通りである。
| 町丁   | 事業所数 | 従業員数 |
| ------ | -------- | -------- |
| 久木町 | 76事業所 | 395人    |

### 事業者数の変遷
経済センサスによる事業所数の推移。
| 年                 | 事業者数 |
| ------------------ | -------- |
| 2016年（平成28年） | 80       |
| 2021年（令和3年）  | 76       |

### 従業員数の変遷
経済センサスによる従業員数の推移。
| 年                 | 従業員数 |
| ------------------ | -------- |
| 2016年（平成28年） | 322      |
| 2021年（令和3年）  | 395      |

## 交通
- 国道16号

## 施設
- 横浜市立磯子小学校
- 浜マーケット

## その他

### 日本郵便
- 郵便番号 : 235-0015[3]（集配局：磯子郵便局[20]）

### 警察
町内の警察の管轄区域は以下の通りである。
| 番・番地等 | 警察署     | 交番・駐在所 |
| ---------- | ---------- | ------------ |
| 全域       | 磯子警察署 | 丸山交番     |